# 一號鎮區 (堪薩斯州摩里斯縣)
一號鎮區（英語：Township 1）為美國堪薩斯州摩里斯縣轄下的鎮區。2010年美国人口普查中該鎮區人口有509人。

## 地理
一號鎮區涵蓋總面積為356.97平方（137.83平方英里），其中354.61平方（136.92平方英里）為陸地，2.36平方（0.91平方英里）或0.66%為水域。海拔高度372（1,220英尺）。

## 人口統計
根據2010年美國人口普查，一號鎮區人口有509人，住房304戶，人口密度為1.43人/每平方公里。此鎮區居民之種族中，白人有497人，非裔美國人有0人，美洲原住民有0人，亞裔美國人有1人，太平洋島裔美國人有0人，其他種族有6人，混血種族則有5人。此外此鎮區有8人為西班牙裔或拉丁裔美國人。

## 交通

### 主要公路
- 56號美國國道
- 177號堪薩斯州州道